# Laurence Carr
Laurence Carr (14 april 1886 – 1954) was een officier in de British Army tijdens de Tweede Wereldoorlog.

## Biografie
Laurence Carr werd in 1915 toegevoegd aan de Gordon Highlanders. 
Hij diende tijdens de Eerste Wereldoorlog in Frankrijk en België. Na de oorlog in 1920 werd hij gestationeerd in India. In 1931 werd hij een General Staff officer bij de War Office en in 1934 vertrok hij naar de Imperial Defence College. Hij werd in 1936 benoemd tot commandant van de 2e Infanteriebrigade en werd naar het Mandaatgebied Palestina gezonden. In 1938 werd Carr benoemd tot directeur van Stafaangelegenheden bij de War Office. 
Hij diende tijdens de Tweede Wereldoorlog als assistant Chief of the Imperial General Staff en werd daarna general officer commanding van het 1e Legerkorps, die deel uitmaakte van de British Expeditionary Force die in 1940 naar Frankrijk en België werd gezonden.  Hij werd in 1941 General Officer Commanding-in-Chief van de Eastern Command. Zijn laatste benoeming was in 1942 tot Senior Military Assistant bij het Ministerie van Bevoorrading; hij ging in 1944 met pensioen.

## Militaire loopbaan
- Titulair Lieutenant-Colonel: 31 december 1924[1]
- Colonel: 27 maart 1931 (gedateerd 31 december 1928)[1]
- Tijdelijk Brigadier: 7 april 1934[1]
- Major-General: 30 juni 1938 (gedateerd 28 december 1937)[1]
- Waarnemend Lieutenant-General:[1]
- Lieutenant-General: 5 juni 1941[1]

## Decoraties
- Lid in de Orde van het Bad
- Officier in de Orde van het Britse Rijk
- Orde van Voorname Dienst (Verenigd Koninkrijk)